# Ыльчи Мундок
Ыльчи́ Мундо́к (кор. 을지문덕, 乙支文德, Eulji Mundeok, Ŭlji Mundŏk; 2-я половина VI — 1-я половина VII века) — государственный деятель и полководец древнекорейского государства Когурё, организатор ряда побед над китайскими (суйскими) захватчиками в когурёско-суйских войнах, автор древнейшей сохранившейся корейской поэзии «Ыльчи Мундок Ханси».

## Биография
Ыльчи Мундок родился в середине VI века и умер после 618 года н. э., однако точные даты его жизни неизвестны. Исторический труд «Хэдон мёнджанджон» (кор. 해동명장전?, 海東名將傳?, «Летопись знаменитых корейских полководцев»), написанный в XVIII веке при правлении династии Чосон, говорит о его происхождении от «горных сёкда» (石多山) в Пхеньяне. Ко времени его рождения, королевство Когурё было богатым и воинственным государством, постоянно воюющим со своими соседями — китайскими царствами к северу и западу и корейскими государствами Силла и Пэкче соответственно к юго-востоку и юго-западу от себя. Ыльчи Мундок (некоторые корейские учёные предполагали, что «ыльчи» (乙支/을지) в его имени — указание на какой-то титул или придворный ранг Когурё) был высокообразованным для своего времени человеком, владеющим также и политическим, и военным учением и сделавшим успешную придворную карьеру, поднявшись в итоге до поста старшего министра (Манниджи) Когурё.
В рассматриваемые времена, во внутренних войнах трёх корейских государств поддерживался определённый баланс сил, сохранявшийся до 668 года, когда союзничество Танской династии сдвинула преимущество в пользу Силла, а государство Когурё прекратило своё существование. В 589 году Суйская династия заново объединила Китай после более чем 3 веков, прошедших с распада Ханьской империи. Империя Суй начала проводить активную внешнюю политику, в частности, потребовав в 596 году от Когурё разрыва всех союзов с тюрками, прекращения набегов на приграничные районы империи Суй и признания Суй своим сюзереном. В ответ в 597 году когурёский правитель Йонянхо в союзе с племенами мукри вторгся на суйскую территорию в районе современной провинции Хэбэй, что, в свою очередь, вылилось в поход в 598 году суйских сил на Когурё, отраженный как когурёскими войсками, как и, не в последнюю очередь, необычайно сильными дождями и штормом на море.

### Битва на рекеСальсу
В 604 году на престол Суйской династии взошёл император Ян-ди. Узнав о тайных переговорах Когурё с восточно-тюркскими племенами, он посылает королю Ёняну требование персонально явиться и склониться перед империей Суй, а не получив желаемого ответа, начинает готовить новое вторжение. Для нового похода на Когурё он собрал огромное войско: «Книга Суй» утверждает, что в районе Пекина собралось 1,13 миллиона мобилизованных солдат и более двух миллионов вспомогательных войск; выступление армии с места сбора заняло 40 дней, а её колонны растянулись на 400 км. Однако когурёская армия, не вступая в бой, отступила за реку Ляохэ.
Когда суйская армия подошла к Ляохэ, то лёд уже сошёл. Было приказано построить три моста, но они оказались слишком короткими, и когда суйские войска пошли по ним в атаку, то попали в когурёскую засаду и были отброшены. Однако мосты были удлинены, суйские войска форсировали Ляохэ и приступили к осаде когурёских крепостей. Перед походом Ян-ди запретил генералам принимать самостоятельные решения о передислокации войск и потребовал запрашивать его разрешения на любые перемещения. В результате суйские войска не могли действовать в соответствии с меняющейся военной ситуацией, и к лету 612 года ни одна из когурёских крепостей в Маньчжурии не была взята. Тогда Ян-ди решил изменить стратегию и, не тратя силы на взятие крепостей в Маньчжурии, отправить крупную армию и флот прямо на когурёскую столицу. Морем было отправлено около 200 тысяч солдат; ещё 305 тысяч двинулось по суше.
Флот достиг реки Тэдонган первым. Адмирал Лай Хуни попытался взять город самостоятельно, но попал в когурёскую засаду, подстроенную посланным для этого Ыльчи генералом Кан Исиком, и был вынужден отступить и дожидаться сухопутных сил. Сухопутные войска, передвигаясь по враждебной территории, были вынуждены нести с собой всё продовольствие (так как когурёсцы перехватывали транспорты из Китая), и когда армия, наконец, подошла к Пхеньяну, сильно уменьшившаяся из-за голода, дезертирства и постоянных атак когурёсцев, то генералы Юй Чжунвэнь и Юйвэнь Шу пришли к выводу, что с оставшимися в их распоряжении войсками Пхеньяна не взять. Когда отступавшая суйская армия начала переправляться через обмелевшую реку Сальсу (ныне Чхончхонган, по приказу Ыльчи Мундока была разрушена возведённая ранее выше по течению дамба, и многие суйские солдаты утонули. Остатки суйской армии были атакованы когурёсцами, которые, согласно хроникам, гнали разбитого врага 200 км. Из 305-тысячной армии вернулось лишь около 2,7 тысяч человек.
В последующие два года Ян-ди вновь пытался посылать войска на покорение Когурё, но не преуспел и был вынужден согласиться на предложенный Йонянхо мир. При этом бесславная война с её огромными потерями (в сумме около 3 миллионов человек) привела в империи Суй к широкому народному выступлению против правящей династии, а впоследствии смерти императора городе Цзянду от рук офицера стражи Линху Синда (令狐行達) и провозглашению новой династии Тан.

## Память об Ыльчи Мундоке

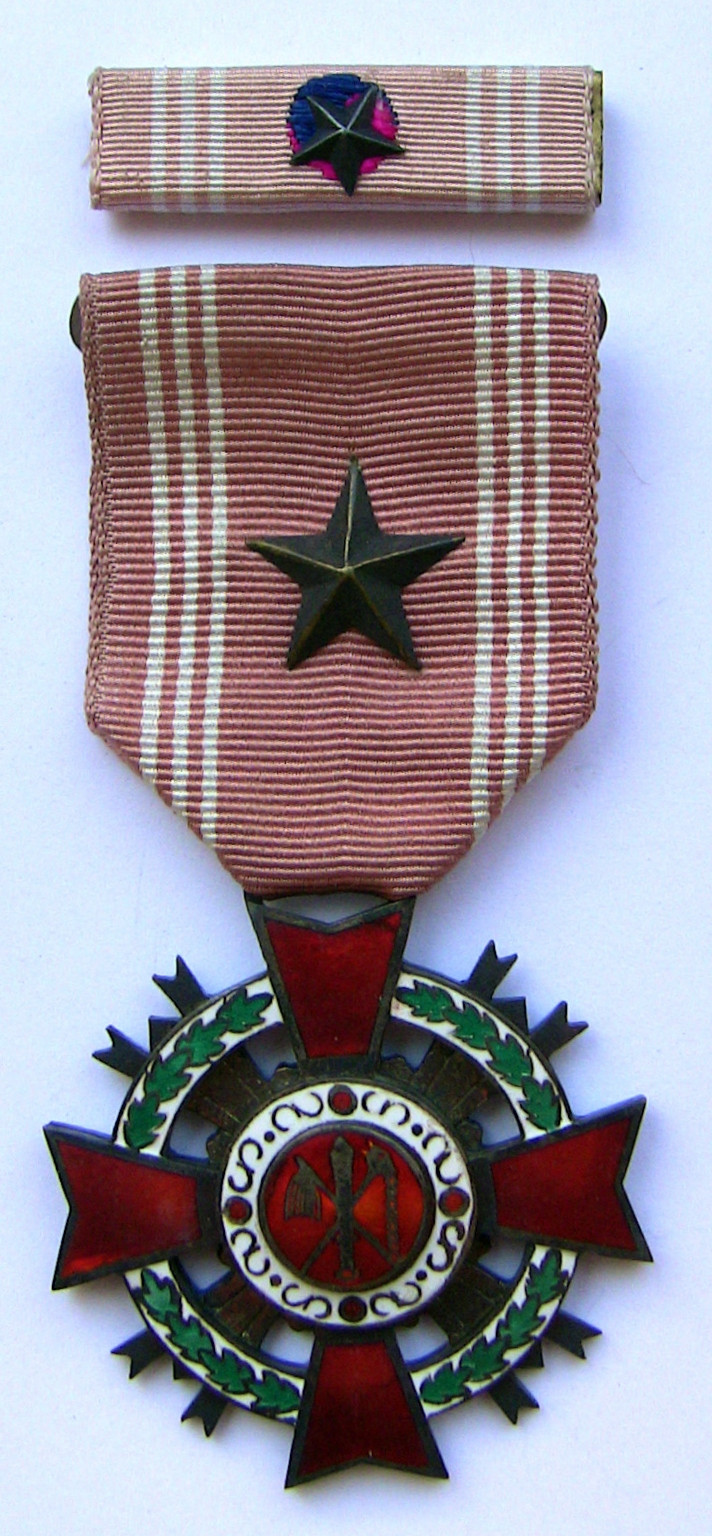
Медаль Ыльчи с серебряной звездой образца 1952—1963 годов (награда Эдвина А. Досса, США)

Как полководец, сумевший за счёт своих лидерских и тактических способностей победить многократно превосходящие силы и отразить суйское нашествие, Ыльчи Мундок на всем протяжении письменной истории Кореи почитается как её наиболее выдающийся военный лидер.
Мундок рассматривается как величайший герой Кореи уже в старейшей сохранившейся летописи корейской истории «Самгук саги» (Хроники трёх королевств), составленной в 1122—1145 годах группой книжников под руководством Ким Бусика (金富軾) по указанию корёского вана Инджона.
Его короткая саркастическая поэма, посланная военачальнику вражеской армии перед её уничтожением, сейчас известна как «Ыльчи Мундок Ханси» и также считается старейшей сохранившейся корейской поэзией.
Во время правления короля Хёнджона эпохи Корё, недалеко от Пхеньяна было установлено святилище, посвящённое Ыльчи Мундоку. После смены династий, в эпоху Чосон он оставался не менее почитаем. О нём неоднократно положительно отзывались как учёный и чиновник Ранней Чосон Ян Сонджи, так и историк сирхакской школы конца эпохи Ан Чонпок. Позднее в 1680 году чосонский король Сукчон повелел поставить ещё одно святилице в честь полководца.
В 1908 году, вскоре после того, как Корея стала колонией Японии, корейский историк и общественный деятель Син Чхэхо (1880—1936) провёл исследование по жизни Ыльчи Мундока и опубликовал его биографию в контексте национального движения Кореи. В новой истории Кореи Ыльчи остаётся одним из наиболее значительных корейских героев; один из наиболее известных корейских историков 20 столетия Ли Кибэк подчёркивал, что действия полководца по отражению китайских сил в Когурёско-суйских войнах были одним из ранних примеров борьбы корейского государства против иностранного владычества.
В новейшей истории Кореи в честь Ыльчи Мундока называется одна из главных транспортных артерий Сеула — магистраль Ыльчиро вместе с расположенными на ней несколькими станциями 2-й линии Сеульского метрополитена, — а также вторая степень высшего военного ордена Южной Кореи, иногда называемая просто «Медаль Ыльчи».
В честь Ыльчи также были названы регулярные учения армии Южной Кореи, фокусирующиеся на отражении потенциальной атаки сил КНДР и впервые проведённые под его именем в 1969 году. Позднее имя было унаследовано проводимыми каждые 1-2 года крупнейшими в мире компьютеризованными совместными учениями Южной Кореи и США Ulchi-Focus Lens, позднее переименованными в Ulchi-Freedom Guardian.

## Ыльчи Мундок в массовой культуре
Образ Ыльчи Мундока использовался, по крайней мере, в двух исторических сериалах-дорамах корейского телевидения:
- Студия KBS 1TV, 1992—1993 — сериал «История трёх королевств[кор.]» (Самгук Ги) — роль исполняет Ким Гирхо[кор.].
- Студия SBS, 2006—2007 — сериал «Ён Гэсомун»[англ.] — Ли Чонгиль[кор.].